# ミュンヘン - ジムバッハ線
ミュンヘン - ジムバッハ線（ミュンヘン - ジムバッハせん、ドイツ語: Bahnstrecke München−Simbach）はバイエルン州の州都ミュンヘンとジムバッハを結ぶ、長さ115 kmの幹線鉄道である。この路線はミュンヘン東駅からマルクト・シュヴァーベン、ドルフェン、ミュールドルフを経て、ジムバッハとブラウナウ（イン）の間における国境線に至る。

## 沿線概況
ミュンヘン東駅 - マルクトシュヴァーベン区間は複線であり、電化されている。ミュンヘン・リーム西分岐点でSバーン列車は緩行線から出て、共有線路に進入する。マルクト・シュヴァーベン駅で電力供給が終わって、マルクト・シュヴァーベン - エルディング線が分岐して北の方に向かう。
マルクト・シュヴァーベン - アムプフィング間は相当な交通量にもかかわらず、単線で運営されている。アンプフィング - ミュールドルフ区間は現在には複線区間である。
列車はミュールドルフ駅を出発すると、ローゼンハイム - ピルスティング線及びミュールドルフ - フライラッシング線がすぐに分岐する。この路線はトェーギングまで東側に続いてイン川と並行する。列車は続いて高速道路の上に交差して、イーゼン川鉄道橋を通過しノイオェティング市街地北端のイン川辺から2 km離れた同名の駅に到着する。この路線はペーラッハ水力発電用せき止めの北端を過ぎ、緩慢な曲線で、鉄道建設当時に流路変更で形成された人工湖水の右側を通じて、マルクトル駅に至る。列車はテュルケン小川鉄道橋を通過して、ブーフ及びユルバッハへ次々に進入する。マーヘンドルフでこの路線は下りになって、ジムバッハ駅を通過する。右に曲がる曲線のあとで、列車はイン川鉄道橋と国境線を通過する。そこからインクライス線はこの路線を継承する。

## 歴史・開発計画

### バイエルン王立鉄道時代
1860年までミュンヘン、ザルツブルク、パッサウ、シュトラウビングは鉄道で連結されたものの、その鉄道線で囲まれた地域では鉄道がまだ建設されていなかった。その故にこの地域は「鉄道なしの四角地帯（eisenbahnlose Viereck）」と呼ばれた。既存のマクシミリアン鉄道の交通量が多過ぎとなって、交通量分散の目的でミュンヘン - オーストリア国境の鉄道建設が提案された。経路をついて、様々な方案が挙論されて、ブーフバッハ、ロッタール経由でシェルディングに至る経路、ハーク - ミュールドルフの経路などがその例であった。1863年9月24日にバイエルン議会は最も短い経路でミュンヘン - ノイオェティング - ブラウナウ区間建設を決議した。マルクト・シュヴァーベン、ドルフェン経由の路線は平坦な地形で低い建設費で採択された。一方アルトオェティングとノイオェティングの中間地点で駅を建設するのが提案されたが、その場合二つのイン川鉄道橋がミュールドルフ - マルクトル区間に必要であったため、停車場設置はノイオェティング北の近郊で計画された。オーストリア政府は財政的な理由でインクライス区間の鉄道建設に関心を持たなくて、1864年に財政支援を却下した。プロイセン＝オーストリア戦争の終結以後、1867年6月に両国政府はこの路線と皇后エリザベート鉄道との連結線の建設に関する条約を締結した。ジムバッハ駅の国境駅設置と三年以内の鉄道完成の項目がこの条約で明示された。
1868年初にこの路線の建設工事が始まり、国境のイン川鉄道橋が最も難しい区間であった。1870年12月にブラウナウ - ノイマルクト路線が皇后エリザベート鉄道により開通されたが、イン川鉄道橋はまだ完成されなかった。バイエルン王立鉄道は1871年3月にまずミュンヘン - ハイトハウゼン（ミュンヘン東駅）区間を、同年5月1日にハイトハウゼン - ノイオェティング区間を開通した。イン川鉄道橋が5月中に完工された後に、1871年6月1日にノイオェティング - ブラウナウ区間が開業された。
1871年10月にローゼンハイム方面の新線が開通されて、最初から複線区間であったミュンヘン - ハイトハウゼン区間ではジムバッハ及びローゼンハイム方面の列車が共通的に運行された。1890年代にオリエント急行列車など国際列車路線がミュンヘン - ウィーン区間のうち最も短い路線としてこの路線に導入された。1897年5月1日に通勤列車系統がミュンヘン東駅 - マルクト・シュヴァーベン区間で導入された。
1900年から1903年まで機械てこ方式の信号扱い所がこの路線に設置された。1909年から1911年までミュンヘン東駅 - マルクト・シュヴァーベン区間は通勤列車運行の目的で複線で改良された。ミュンヘン東部に操車場を建設する過程でミュンヘン東 - リーム区間の移設工事が1909年5月1日に完了した。既存の線路はミュンヘン東 - イスマニング間地方鉄道により断絶されても、暫く撤去されなかった。

### ドイツ連邦鉄道時代
1970年9月にミュンヘン - マルクト・シュヴァーベン区間が電化されて、エルディングまで電気運転が始まった。1972年5月には通勤列車系統はSバーン系統に転換された。
ミュンヘン - ミュールドルフ区間の改良は、ミュンヘン - ミュールドルフ - フライラッシング改修区間の一環として、1985年ドイツ連邦交通計画（Bundesverkehrswegeplan 1985）に含まれてた。プロジェクトの主要内容は、主に既存の線形を改良し最高速度を200 km/hまで高めながら、複線線路、Sバーン緩行線、架空電車線を設置することであった。1990年ミュンヘン管理局は線路改修について具体的な計画を立てた。このプロジェクトは2000年に完了する予定であったが、計画の中止、計画変更、費用の急増のためプロジェクト実行はますます延期された。

### ドイツ鉄道時代

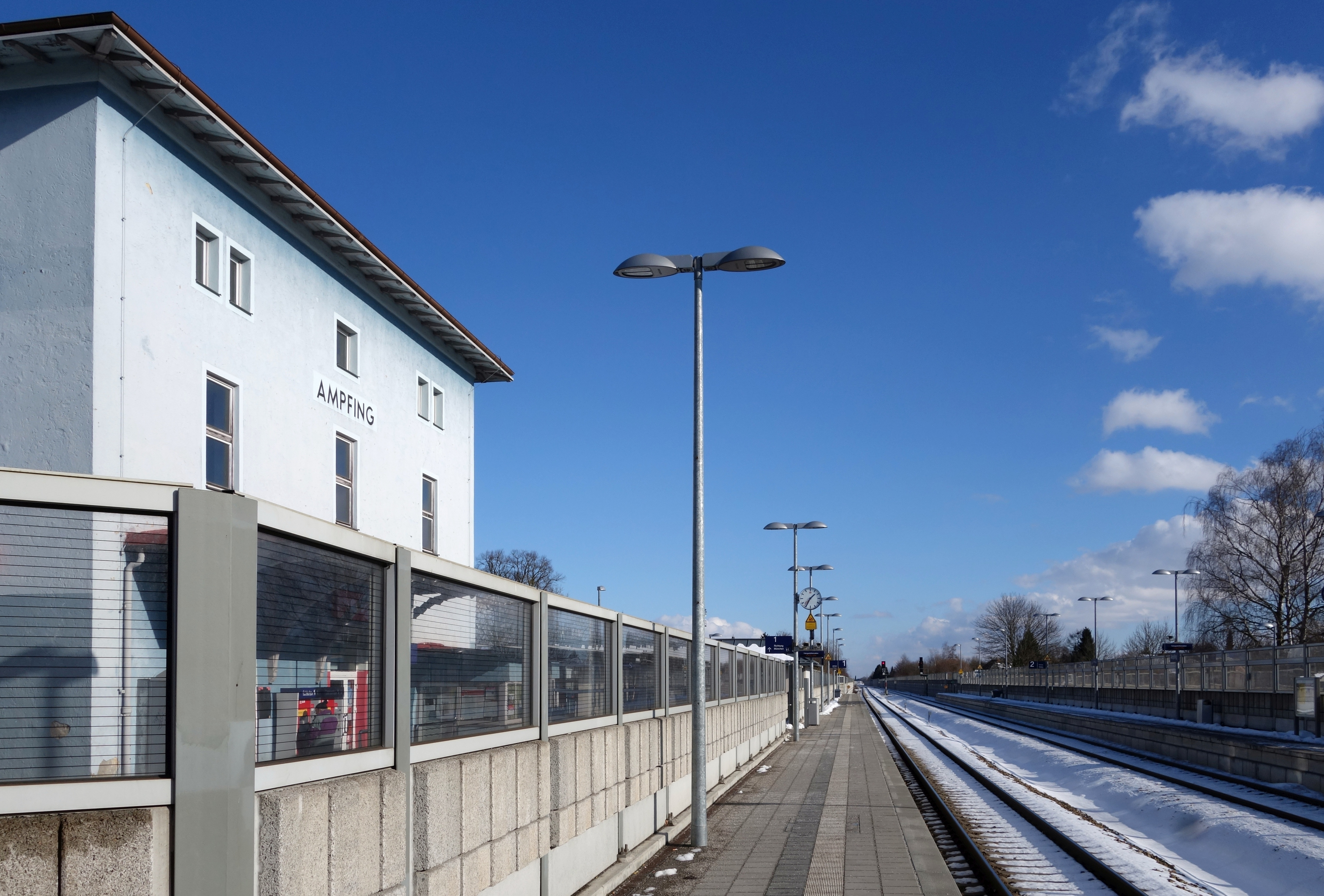
アンプフィング駅の乗降場（ミュールドルフ方向、2015年1月）

ミュンヘン東 - リーム西分岐点区間に別の複線線路が2003年12月に追加され、既存の線路はSバーン列車の用途に活用されている。工事費の三分の二はバイエルン州政府が支援した。リーム - マルクト・シュヴァーベン区間の複々線計画は2010年以来続行されていない。ただし、ミュールドルフ - ミュンヘン空港区間の新線は「ヴァルペルツキルヒェン連絡線」を経由して、特にバイエルン東部及び南東部、オーバーエスターライヒ州、ザルツブルク州とミュンヘン空港との連結を改善することとなる。その経路は2012年5月にエルディング市議会が議決した。
アンプフィングからアルトミュールドル町のイン川運河鉄道橋までの複線化工事は2008年6月に開始されて、2010年12月に終了した。ミュールドルフ駅までの3.9 km区間の線路増設工事は2013年7月に開始され、イン川運河の西側鉄道橋は三線複線で改築された。2017年5月にアルトミュールドルフ - ミュールドルフ区間はミュールドルフ - テュースリング区間と共に完全に複線区間となった。

## 運行形態

### 旅客輸送

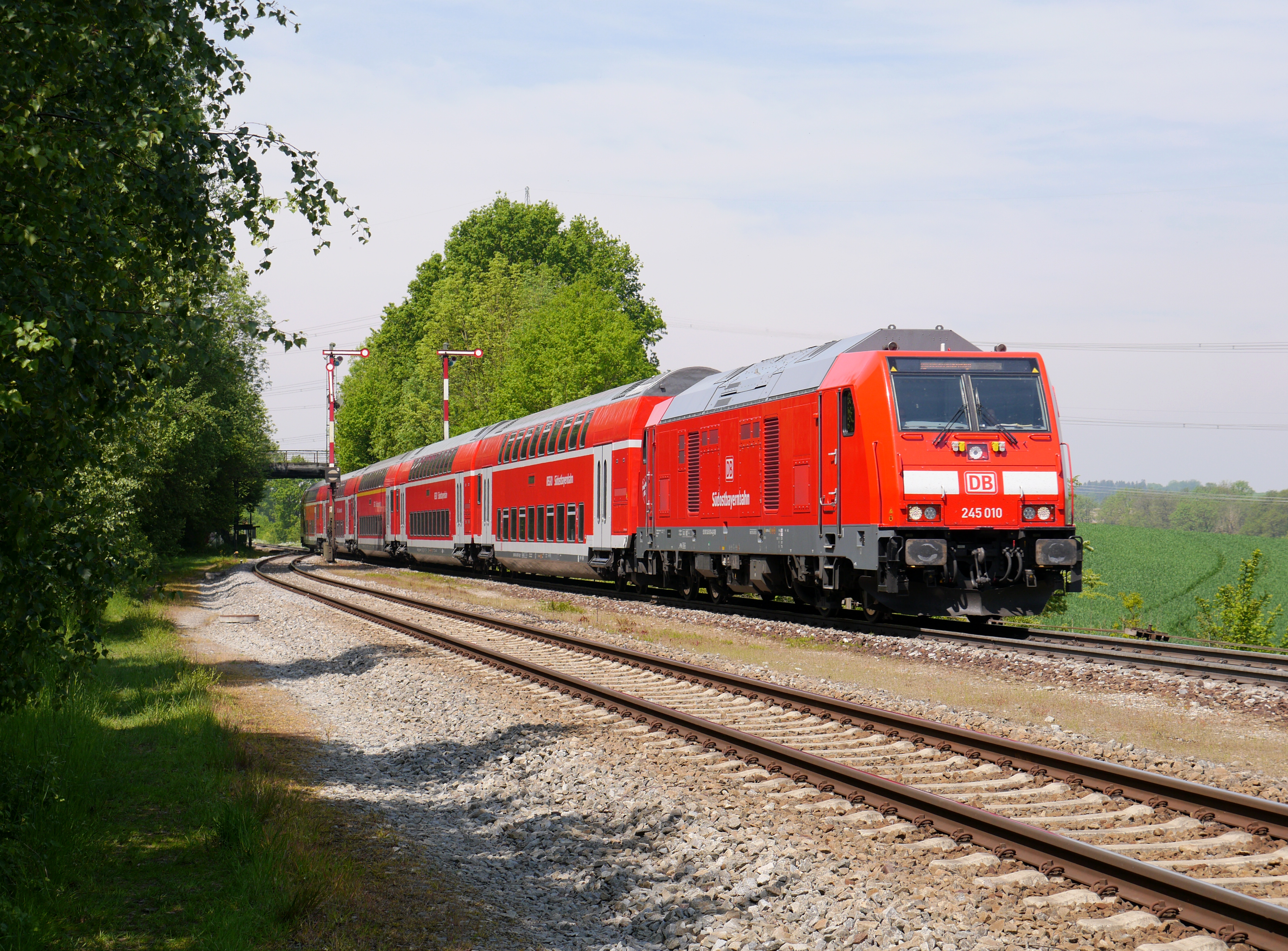
タン＝メツバッハ区間を走行する普通列車

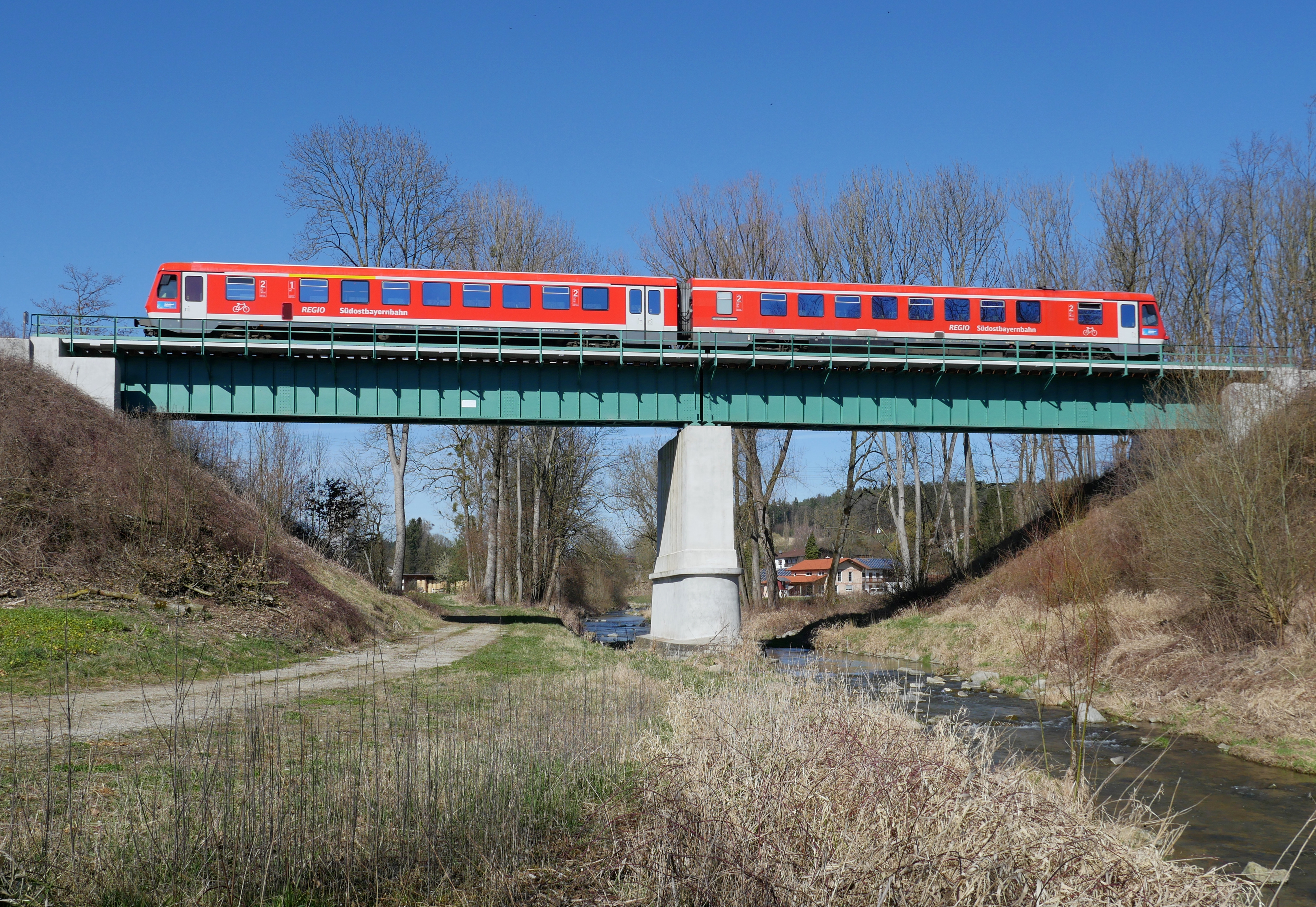
テュルケン小川鉄道橋を通過する普通列車

DBレギオの子会社である南東バイエルン鉄道（Südostbayernbahn, SOB）がこの路線の地域輸送を主に担当する。ミュンヘン東 - ドルフェン区間の運賃システムはミュンヘン運輸運賃連合（Münchner Verkehrs- und Tarifverbund, MVV）により管理されている。ユルバッハ - ジムバッハ区間はロッタール＝イン郡交通会社（Verkehrsgemeinschaft Rottal-Inn, VGRI）の運賃システムに属する。
- 快速列車（RE 4）: ミュンヘン - ミュンヘン東駅 - ドルフェン - ミュールドルフ - トェーギング - ノイオェティン - マルクトル - ユルバッハ - ジムバッハ。平日の通勤時間帯のみ。使用車両はDB245形ディーゼル機関車と二階建て客車のプッシュプル列車。
- 普通列車（RB 40）: ミュンヘン - ミュンヘン東駅 - マルクト・シュヴァーベン - ホェリコーフェン - ドルフェン - シュヴィンデック - アンプフィング - ミュールドルフ。60分間隔。使用車両はDB245形ディーゼル機関車と二階建ての客車のプッシュプル列車。
- 普通列車（RB 41）: ミュールドルフ - トェーギング - ノイオェティン - マルクトル - ユルバッハ - ジムバッハ。60分間隔。使用車両はDB628形気動車。
- Sバーン（）: ペータースハウゼン - ダッハウ - ミュンヘン - ミュンヘン東 - ロイヒテンベルクリング - ベルク・アム・ライム - リーム - フェルトキルヒ - グループ - マルクト・シュヴァーベン - エルディング。20分間隔。使用車両はDB423形電車。

### 貨物輸送
貨物列車は民間企業とDB子会社であるDBカーゴが運営している。247形ディーゼル機関車はブロック列車（Ganzzug）を牽引して、V90形ディーゼル機関車はミュンヘン都市圏で小規模の貨物輸送に投入される。特に、「バイエルン化学工業三角地帯（Bayerisches Chemiedreieck）」から大量の貨物が輸送されている。マルクト・シュヴァーベン - アンプフィング区間はドイツで最も忙しい単線区間の一つと見なされる。ミュールドルフ - ジムバッハ区間ではDBカーゴ所属のコンテナー列車が平日にブルクハウゼンの化学工場からオーストリア或いはスロバキアまで運行される。ジムバッハ駅でオーストリア連邦鉄道所属の機関車がこの列車を牽引する。